# Castianeira shaxianensis
Castianeira shaxianensis là một loài nhện trong họ Corinnidae.
Loài này thuộc chi Castianeira. Castianeira shaxianensis được miêu tả năm 1983 bởi Gong.